# 카라케네

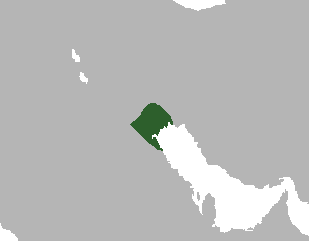
기원전 51년의 카라케네

메세네(Μεσσήνη)라고도 잘 알려져 있는 카라케네(Χαρακηνή)는 파르티아 제국 내의 페르시아만의 머리에 있었던 왕국이었다. 수도는 카락스 스파시누로, 히스파오시네스의 요새이다. 도시는 메소포타미아에서 인도로 교역에서 중요한 항구이다. 티그리스강을 따라 상류에 위치한 수사를 위해 항구 시설을 제공한다.

## 카라케네의 왕

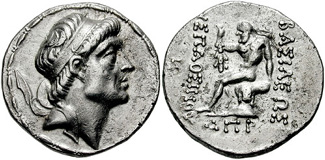
히스파오시네스 (209-124 BCE), 카라케네의 창건자.

- 히스파시오네스 c. 127-124 BC
- 아포다코스 c. 110/09-104/03 BC
- 티라이오스 I 95/94-90/89 BC
- 티라이오스 II 79/78-49/48 BC
- 아르타바조스 49/48-48/47 BC
- 아탐벨로스 I 47/46-25/24 BC
- 테오네시오스 I c. 19/18
- 아탐발로스 II c. 17/16 BC - AD 8/9
- 아비네르가오스 I 10/11; 22/23
- 오라바제스 I c. 19
- 아탐발로스 III c. 37/38-44/45
- 테오네시오스 II c. 46/47
- 테오네시오스 III c. 52/53
- 아탐발로스 IV 54/55-64/65
- 아탐발로스 V 64/65-73/74
- 오라바제스 II c. 73-80
- 파코루스 II 80-101/02
- 아탐발로스 VI c. 101/02-105/06
- 테오네시오스 IV c. 110/11-112/113
- 아탐발로스 VII 113/14-117
- 메레다테스 c. 131-150/51
- 오라바제스 II c. 150/51-165
- 아비네르가오스 II (?) c. 165-180
- 아탐발로스 VIII c. 180-195
- 마가 (?) c. 195-210
- 아비네르가오스 III c. 210-222